# 李育添
李育添，香港人，港澳實業家、企業家、慈善贊助人、著名體育界人士，現為香港泰拳理事會會長，世界泰拳理事會理事長，國際業餘泰拳理事會理事長，被指曾為社團新義安成員。

## 生平
20世紀50年代出生於港島。
早年曾任職懲教署。
後來擁有大學程度的李育添曾經留學澳洲 ，在當地修讀工商管理碩士課程（MBA）  ，能操流利英語，因其留學外國外語流利，所以被朋友戲稱鬼添。

## 社團背景
李育添被指曾為香港三合會組織新義安成員，在江湖上享負盛名。李育添被認為在香港社團中屬少數有學歷、有外表、有身手的成員，很多香港黑幫的年青成員都以他為偶像。傳聞在1980年代－1990年代，李育添負責管理新義安於尖沙咀東一帶的社團業務，與黃俊（為藝人黃伊汶之父親，綽號「尖東之虎」、「尖東虎中虎」、「斧頭俊」）關係較好。。1994年，李育添因多項刑事恐嚇罪名被香港警方通緝，潛逃澳門。香港警方和國際刑警合作下，李育添1996年4月於澳門被捕，返香港受審。同年11月被香港法院在無確鑿證據的情況下，以意識形態類似三合會成員的罪名，判入獄八個月。出獄後從事賭船及賭廳生意。

## 針對新世界刑事毀壞案被傳訊
在2007年7月12日，香港警方有組織罪案及三合會調查科就針對新世界集團的多宗刑事毀壞案（新世界旗下商舖接連遭遇被撞閘、淋油等破壞行為），進而拘捕了多名新義安高層成員，當中包括李育添，並搜查香港泰拳理事會會址及多間屬會。惟警方最終沒有證據指證李育添涉及刑事毀壞，並在被拘留46小時後自簽擔保外出。自此之後李育添專心從商，同時熱心捐助香港體育業，作為世界泰拳理事會會長，多次帶領香港泰拳代表隊在國際上獲得名次。被泰國國家體育部授予世界泰拳理事會資格證書，同時受到泰國公主接見。並致力於斯里蘭卡等地的慈善捐助，被授予金牌和平大使的證書。